# Rouffignac-de-Sigoulès
Rouffignac-de-Sigoulès là một xã của Pháp, nằm ở tỉnh Dordogne trong vùng Aquitaine của Pháp. Xã này có diện tích 6,52 km2, dân số năm 2007 là 344 người.